# Alois Ehrlich
Alois Ehrlich OCarm (* 20. September 1868 in Massing bei Eggenfelden; † 21. Juni 1945 in Bamberg) war ein deutscher Kunstschreiner, Frater bei den Karmeliten und starb im Rufe der Heiligkeit.

## Leben
Franz Seraph Ehrlich wurde in Massing bei Eggenfelden als fünftes Kind des Schreiners und Glasermeister Johann Baptist Ehrlich und dessen Ehefrau Margaretha Strasser geboren. Er war Ministrant und Hilfsmesner. Bei seinem Vater erlernte er das Schreinerhandwerk. Nach dem Tode seines Vaters verkaufte er das gutgehende Geschäft samt Anwesen an einen Verwandten.
Am 27. Dezember 1896 trat er in das Karmelitenkloster Straubing ein. Bei seiner Einkleidung als Novize am 6. Februar 1897 erhielt er den Ordensnamen Alois Rabata. Seine einfache Profess legte er am 8. Februar 1898 ab. 1902 wurde er nach Bamberg gesandt, wo er das zurückerworbene Karmelitenkloster bewohnbar machte und die leere, zwischenzeitlich als Lagerraum genutzte Kirche wieder einrichtete. Bis auf wenige Teile stammt die Inneneinrichtung der Karmelitenkirche von ihm. Des Weiteren war er in den Karmelitenklöstern und Kirchen  von Springiersbach, Bad Reichenhall, Wien und Rom kunsthandwerklich tätig.
1928/1929 war er im Heiligen Land in der Niederlassung in Nablus (Sichem) tätig.
Die weitere Zeit – von Arbeitsreisen unterbrochen – verbrachte er in Bamberg. 1945 wurde bei ihm eine nicht  heilbare Krebserkrankung festgestellt. Ehrlich verstarb am 21. Juni 1945 an dieser Krankheit.

## Grablegen
Bestattet wurde Bruder Alois in der Ordensgruft im Bamberger Friedhof. Wohl auf Fürsprache des Volkes wurde sein Leichnam am 27. November 1947 exhumiert und in die seitlich des Chores der Karmelitenkirche gelegene Marienkapelle überführt. Bei Umbauarbeiten der Kirche 1981 wurde diese Kapelle aufgegeben und der Sarg in eine rechts des Haupteingangs der Kirche gelegene Kapelle überführt.

## Verehrung
Alois Ehrlich war zu seinen Lebzeiten ein sehr stiller und äußerst frommer Mensch. Er wurde häufig lange vor dem Tabernakel betend gesehen. Das machte auf seine Umgebung Eindruck, und er wurde als Vorbild bereits zu Lebzeiten hoch verehrt. Nach der Umbettung in die Seitenkapelle wird er noch mehr verehrt.

## Seligsprechungsprozess
Unter Pater Thaddaeus Ballsieper wurde 1953 ein Seligsprechungsprozess eingeleitet, der nach dessen Tod 1978 unterbrochen wurde. Die Volksverehrung jedoch steigerte sich und 1997 wurden die Vorarbeiten wieder aufgenommen.
Beauftragter und Vizepostulator Causa für den Seligsprechungsprozess von Alois Ehrlich ist P. Johannes Maria Nützel O.Carm, Bamberg.